# Louis Noguères
Louis Noguères   (Laval, 4 d'octubre de 1881 - Bages de Rosselló, 5 de maig de 1956) va ser un polític nord-català, alcalde de Tuïr entre 1931 i 1940, diputat (1938-1951) i president del Consell General dels Pirineus Orientals del 1945 al 1956. Durant la guerra combaté en el si de la Resistència Francesa.

## Biografia
Era fill de magistrat, i passà la joventut saltant de ciutat en ciutat seguint les destinacions paternes: Laval, Angers, Chambéry, Le Havre. Estudià a la Sorbona i a la facultat de Dret de París, i es llicencià en dret i en lletres, a més de diplomar-se en estudis superiors d'història. S'adherí al "Groupe des étudiants collectivistes" i el 1904 va ser elegit president de l'"Association générale des étudiants de Paris". Conegué el polític Jean Jaurès (que moriria assassinat a l'inici de la primera guerra mundial) i col·laborà a la seva L'Histoire de la Révolution et de l'Empire (al tom 6, sobre el Consolat i l'Imperi), a més de prologar-li el fulletó Bonaparte (Paris: Librairie de l'Humanité, 1925). Noguères s'adscrigué al pensament socialista dels possibilistes, però no s'aherí a la SFIO quan aquesta nasqué el 1905. El 1904 s'inscrigué al col·legi d'advocats de París.
Durant la primera guerra mundial combaté a la infanteria, primer, i a l'aviació després. Fou distingit amb la Legió d'Honor per mèrits al front. Després de la contesa, esdevingué advocat de la Confédération générale du travail. El 1936 va ser comissionat per l'Association juridique internationale (AJI) per prestar suport legal als sindicalistes de la regió del Ruhr, perseguits pel règim nazi.

### Primera carrera política
El 1931 va fer les primeres passes en el govern local, obtenint la faixa d'alcalde de Tuïr pel partit républicain-socialiste. Encara que no hi vivia, hi passava les vacances des de la infància, ja que el seu pare era de la regió. Ja adherit a la SFIO, va ser reelegit alcalde el 1935. Dos anys més tard era secretari de la federació de la SFIO al departament i al 10 d'abril del 1938 esdevingué diputat a l'Assemblea Nacional francesa en ocasió d'una elecció parcial. A la cambra parlamentària participà en la comissió de comptes i economia, i més endavant ho feu a la de legislació civil i criminal.

### Guerra i postguerra
El 10 de juliol del 1940 fou un dels parlamentaris que s'oposaren a la reforma constitucional que implicava el vot de plens poders a Philippe Pétain. Assetjat des d'aleshores per la policia, va ser successivament desposseït de l'alcaldia (23 de desembre del 1940), i del càrrec de Conseller general i del seu escó (febrer 1941) després que hom interceptés una carta on mostrava el rebuig al règim de Vichy, el nazisme i el feixisme italià; un mes més tard, i en ocasió de l'enterrament de Georges Pézières, senador socialista pels Pirineus Orientals i que també havia votat en contra la reforma de la constitució, digué 
| « | Lorsque le territoire sera libéré, et que les libertés seront restaurées, j'irai m'incliner sur la tombe de Pézières | » |

En represàlia per les seves paraules, el govern col·laboracionista li fixà residència vigilada a Argentat a la Corresa, de primer, i després a Florac, al Losera. Noguères aprofità l'avinentesa per posar les seves residències successives al servei de la Resistència com a punts de trobada, i establir contacte amb Augustin Malroux. Gràcies a l'avís d'un policia també resistent, pogué escapar-se ben just de ser arrestat per la Gestapo a la tardor del 1943. S'incorporà al maquis de l'Avairon i reorganitzà i publicà a la premsa de la Resistència (Le Populaire, Libération, Vaincre). Reelegit com a diputat després de l'Alliberament, a partir del febrer del 1946 Noguères presidí l'"Haute Cour de justice", l'organisme encarregat de depurar les responsabilitats contretes per 85 ministres i alts funcionaris del Govern de Vichy. Les audiències que presidí, que jutjaren personalitats de la ressonància del mariscal Pétain o l'expresident Laval, es caracteritzaren per la rigorositat i la determinació amb què les portà a terme. Exercí les seves responsabilitats fins a la fi de les activitats del Tribunal, el 1949. Havia estat reelegit diputat el juny del 1946; no es postulà per les eleccions del 1951.
El 1945 va ser elegit president del Consell General dels Pirineus Orientals i reeixí a conservar el lloc fins al seu traspàs malgrat de la tenalla que li feren el partit comunista per l'esquerra i el partit radical per la dreta. Durant els seus mandats treballà per la restauració de diversos monuments històrics (Sant Martí del Canigó, Sant Miquel de Cuixà, el Palau dels Reis de Mallorca), per la millora de la xarxa viària i per l'impuls al sector hoteler. En la faceta privada intervingué en el conflicte per les ones radiofòniques a Andorra el 1953, i publicà el llibre A propos de Radio-Andorre: La radio aux frontières on exposà les seves tesis, que foren refutades per Michel Bannel en la seva obra A propos de Radio-Andorre: Réponse a Louis Noguères (Paris: S.G.P., 1953). Va escriure diversos llibres de caràcter històric. El seu fill Henri Noguères va ser un polític, periodista, advocat i historiador nord-català.
En homenatge a la seva figura, una avinguda a Tuïr, una escola de Sant Cebrià de Rosselló, una pista esportiva de Bages, carrers a Alenyà, Bages i Sant Pau de Fenollet, un pont a Vernet... en porten el nom.

## Obres
- Le suicide de Philippe Daudet, plaidoirie prononcée les 12 et 13 novembre 1925 devant la Cour d'Assises de la Seine Paris: Librairie du Travail, 1926
- Plaidoirie pour M. Joseph Garat: l'affaire Stavisky Pau: Marrimpouey jeune, 1936
- À propos de Radio-Andorre: la radio aux frontières et la mission de l'État Paris: Chavane, 1953
- Commission internationale de juristes pour l'examen des procès de Karlsruhe... Lettre... [Signen: Léon Lyon-Caen, abbé Jean Boulier, Joë Nordmann, Louis Noguères, Henry Torres] Bruxelles: imp. CEPI, 1955
- Le véritable procès du Maréchal Pétain Paris, Fayard 1955 (reed. Genève: Édito-service, 1972)
- La dernière étape - Sigmaringen Paris: Librairie Arthème Fayard, 1956
- La Haute Cour de la Libération (1944-1949) Paris: Éditions de Minuit, 1965
- Vichy, juillet 1940 Paris: Fayard, 2000 ISBN 978-2213607399